# Røros község
Røros község (norvégul: Røros kommune) Norvégia 431 községének (kommune, helyi önkormányzattal rendelkező közigazgatási egység) egyike.

## Települések
Települések (tettsted) és népességük:
- Røros (5681)

### Külső hivatkozások
- Hivatalos honlap (norvég)